# 武胡景
武胡景（1899年—1936年）原名武怀让，字迈五，又名武湖景、武和景、武和劲，化名罗玉堂、吴客敬、吴福敬、李士安、林大生等，河南省孟县（今孟州市）人。中国共产党早期领导人。

## 生平

### 唐山交大
1918年，武胡景自开封第一中学毕业后，考进焦作矿物专门学校。1919年在校期间参加五四运动。1921年夏，考入唐山交通大学预科。1922年，入唐山交通大学本科，和曾涌泉同在一班学习。受邓培等中国共产党党员教育，开始接受马克思主义。
1922年10月，在中国共产党领导下，开滦煤矿5万多名矿工举行同盟大罢工。罗章龙、王尽美、邓培组成了罢工最高组织“党团”。10月19日，成立了“五矿工人俱乐部”，即罢工行动总指挥部，成员有文虎（罗章龙）、王尽美、邓培、梁鹏万、阮章、彭礼和等20多人，参加总指挥部的还有中共唐山交通大学党支部的董宏遒、徐元启等人。1922年11月12日晚，唐山交通大学召开同学全体大会，决定次日全体同学上街游行，演讲募捐，并决定成立唐山交通大学学生赈工会（总干事为李鸿斌，书记为张剑鸣、蔡庸）。11月16日晨，唐山交通大学校长俞文鼎贴出布告，开除班长李鸿斌、方刚、耿承、陈嘉宾、马如邴等五人的学籍。武胡景等普通学生也参加了唐山交通大学学生的这次支援罢工的游行示威。11月18日，交通大学被当局解散，学生被遣散。1923年1月，交通大学复课，成立学生会，武胡景当选为学生会评议部部长。
1923年，武胡景加入中国社会主义青年团，同年转为中国共产党党员。1923年底，任唐山交通大学党团组织负责人。1924年4月，任中国社会主义青年团唐山地委书记。1924年夏，自唐山交通大学毕业。

### 从苏联到青岛
1924年下半年，武胡景、曾涌泉等人被中国共产党派赴苏联莫斯科东方大学学习。1925年秋冬至1926年上半年，武胡景担任过东方大学中共旅莫斯科支部执行委员。1926年下半年到1927年，有可能担任过东方大学中共旅莫支部书记。1926年10月，与侯志结婚。1928年初，离开莫斯科回中国。先到上海，但因上海地下党组织遭严重破坏而未能接上组织关系。不久，回到山东接上组织关系。1928年8月，到淄川大荒地矿区开展工人运动，并任中共淄川特别支部书记（中共淄川特别支部是1928年8月由中共淄张县委改建）。1928年10月中旬，被中共山东省委派到青岛宣传中共六大精神，不久任中共青岛特别支部书记。
武胡景到青岛时，青岛工人运动正陷入低潮。武胡景化名“罗玉堂”，领导中共青岛特别支部成员到工厂、码头的工人中间宣传，秘密发展中国共产党党员，成立赤色工会。大康、内外棉、钟渊等多家日商纱厂均成立了赤色工会。武胡景还亲自起草了开展妇女运动的纲领，并派妻子、中国共产党党员侯志负责妇女运动工作。经他努力，青岛的中共党组织迅速发展，建立了四方机厂、铁路机务段、邮政总局等9个党支部，党员从38人发展至133人。中共青岛党组织的刊物《红旗》、《青岛工人》发行量大增，又增办《青岛日报》、《小工友》这两份小报。中共山东省委称赞“各重要城区的工作整个说来，以青岛为最有起色”。
1928年12月，武胡景在青岛馆陶路万国储蓄会青岛分会主持召开青岛党的活动分子大会，选举产生新的中共青岛市委。遵照中共六大精神，工人党员王进仁当选为中共青岛市委书记，武胡景任组织部长，徐子兴任宣传部长。

### 被捕与越狱
1928年底、1929年初，曾任中共山东省委领导职务的王复元、王用章先后叛变，山东的中共党组织受到严重破坏。1929年2月，中共山东省委书记卢福坦、组织部长丁君羊在青岛甘肃路33号（今35号）召开省、市委紧急联席会议，调整中共山东省委、中共青岛市委领导班子，武胡景、王进仁被调往济南，主持中共山东省委重建工作。武胡景抵达济南后，化名“吴克敬”，着手恢复中共山东省委，整顿党团组织，并伺机铲除叛徒。1929年4月2日，在去一位同志家时，武胡景在济南麟祥门外被已经改名为“王天生”的王用章查出而被捕。武胡景被捕之后，拒不交代，与原中共山东省委书记邓恩铭、省委秘书长何自声等人关押在一处。他们成立了狱中党组织，领导狱中斗争。4月19日晚，武胡景、邓恩铭、何自声、杨一辰等组织了一次越狱，但因事出突然，配合不周，仅杨一辰一人成功越狱。7月21日（星期日），趁狱方放备松懈，邓恩铭、武胡景、何自声等5人组成的越狱领导小组再次发起越狱，邓恩铭、武胡景等18人冲出监狱，分头逃散。邓恩铭等11人因被长期关押、身体虚弱，迅速被追回。武胡景、何自声、王永庆、李宗鲁、蓝志政、孙秀峰6人成功逃走。此后，武胡景、何自声一同到上海，向中共中央汇报了狱中斗争及越狱经过，获得中共中央好评。1929年冬，任中共中央组织部干事。

### 唐山、天津、哈尔滨
1930年1月，武胡景、侯志被中共中央派到中共顺直省委工作。1930年1月，中共中央派关向应和中共中央组织部干事武胡景与团中央负责人李子芬三人到唐山组织总暴动。不久，中共顺直省委让武胡景接替邢克让担任中共唐山市委书记。在唐山工作期间，曾建立赤色工会，组织唐山兵变。1930年7月，中共顺直省委决定武胡景任中共天津市委书记。1930年10月10日，中共中央北方局召开扩大会议，贯彻中共六届三中全会精神，武胡景与会。会后，武胡景主持召开了中共天津市委会议，传达了中共六届三中全会精神及北方局指示，决定恢复天津党、团、工会的组织及日常工作。
1931年1月，中共六届四中全会举行（武胡景并未参加此次会议）。会后，武胡景被中共中央派到中国东北传达全会精神、整顿东北中共党组织。1931年2月，任中共北满特委书记兼中共哈尔滨市委书记。在制止并纠正罗章龙在北满的代理人唐宏经分裂党的活动，改组中共北满特委后，武胡景和中共北满特委将工作重点转为发展党员、团员，整顿基层党组织和党的外围组织。到1931年末，中共北满特委已经组成宁安、汤原、饶河3个中心县委，珠河、阿城、青冈、庆城4个直属省委的特支，并在哈尔滨市组成1个区委和7个支部。
1931年九一八事变爆发后，中国共产党随即多次向全中国和东北人民发出抗日号召。中共北满特委、中共哈尔滨市委决定举行哈尔滨全市反日示威游行。武胡景、贺昌炽等市委领导分别到三十六棚铁路工厂、商店、船厂、码头、哈工大、政法大学、医专等地，部署反日示威游行工作。当时，哈尔滨每天都有反日讲演和集会，武胡景经常讲演。9月26日，反日示威达到高潮，哈尔滨各界在正阳街举行反对日本帝国主义占领满洲大示威，武胡景、贺昌炽等市委领导也参加。随着日军侵略事态日重，哈尔滨反日浪潮也日涨。根据中共满洲省委指示，武胡景和中共北满特委通过救国会，开始在哈尔滨市内的工厂、大中学校组织“工人赤卫队”、“学生军”、“抗日救国义勇军学生大队”等反日团体。武胡景还率部分党员、团员、学生、爱国人士转移到吉林农村创建抗日游击队，武胡景任东山旅负责人，开展抗日游击战。

### 上海军委负责人
1931年9月，中共临时中央在上海成立。1931年12月，中共中央决定任命武胡景为中共临时中央军事部部长，由杨靖宇接任中共哈尔滨市委书记。1932年1月，武胡景与侯志奉调来到上海，武胡景就任中共临时中央军事部部长。1933年1月，中共临时中央迁往江西中央苏区瑞金。之后又在上海成立中共上海中央局，领导国统区党的工作，并负责同共产国际的联系。原中共临时中央军事部改称中共上海中央局军委，武胡景改任军委书记，主要负责党在白区的军事工作。

### 中央特科负责人
1933年5月，武胡景任中共上海中央局保卫部部长（主持原中央特科工作系统）。
1934年6月，中共上海中央局书记李竹声被捕后，由盛忠亮主持中共上海中央局工作。1934年9月，经盛忠亮提议，中共中央任命盛忠亮为驻上海的中共中央全权代表，中共上海临时中央局由盛忠亮、黄文杰、徐宝铎组成。1934年10月，盛忠亮等人被捕；10月底到11月初，中共上海临时中央局组织部部长徐宝铎等人被捕，中共上海临时中央局书记处成员只剩下黄文杰、朱镜我两人。1934年10月至12月底，中共上海临时中央局代理书记为黄文杰。1935年2月黄文杰被捕，此后重组的上海临时中央局由刘仲华主持。在这段动荡的时期内，武胡景一直仍任中共上海临时中央局保卫部部长（特科负责人）。

### 再赴莫斯科
1935年初，受中共上海临时中央局派遣，武胡景、欧阳新赴苏联莫斯科参加共产国际第七次代表大会。1935年8月，武胡景、侯志等20多人作为中共代表团（团长王明、副团长康生）正式代表在莫斯科出席共产国际第七次代表大会（但所谓武怀让当选为共产国际监察委员会委员的传闻完全不属实）。
会后，武胡景和妻子侯志留在莫斯科。1936年到1937年，武胡景、欧阳新、贺昌炽一起在国际工人出版社中文部（李立三任主任）担任编辑。在该时期，武胡景常用化名“林大生”，或作“林达生”在《救国报》和《救国时报》任编辑。
米夫和中共代表团提出的1936年“第一季度工作与计划”称，“为纪念中共成立十五周年做准备”要出版6种书，其中《中共文件集》指定由“李明（李立三）、林大生（武胡景）、普拉格尔”负责，《中共人物〈著名共产主义运动活动家〉》指定由潘汉年、吴克坚、李立三、陈潭秋等负责。1936年6月23日，共产国际书记处决定，“在8月1日前出版……为中国的解放而牺牲的烈士的传略文集”。其中的《李大钊同志传略》等，可能是由武胡景审稿。
1936年8月19日至24日，苏联政府在莫斯科公开举行“反苏托洛茨基——季诺维也夫联合总部”审讯，季诺维也夫等人被判处死刑。莫斯科工人出版社中文部主任李立三指定林达生（武胡景）为责任编辑，邱静山为副编辑，负责翻译季诺维也夫“反革命托派谋杀集团”审判材料汇编。该小册子即将出版时，王明、康生以释文有误为由，成立专审组，认为存在“政治问题”而不予发行。
1937年2月，武胡景、侯志入民族殖民地问题研究所读研究生。

### 被捕与下落
1937年秋冬，武胡景被苏联内务部逮捕。在此前后，1937年欧阳新被捕，后被处决；贺昌炽被苏联内务部以“间谍活动”罪名逮捕，1938年9月10日被处决；1938年2月，李立三被苏联内务部逮捕。武胡景被捕后，王明的亲信助手斯达于诺夫、共产国际监委会鲁干诺夫（Dyzonob）审查解决武胡景的问题时，曾同侯志谈话。因为此次谈话，驻共产国际的中共代表团怀疑侯志对武胡景的事是否都说出来了，因此给了侯志留党察看一年的处分，并决定派侯志回国工作，由中共中央解决侯志的问题。1938年末，要派侯志回中国时，侯志要求共产国际再留她在莫斯科一年，彻底解决她的问题后再派她回国。”
1938年11月中共六届六中全会后，王明留在延安任中共中央统战部部长，柯庆施此后任中共中央统战部副部长，两人共事多年。作为1943年延安整风时的重点审查对象，中共中央统战部副部长柯庆施于1943年10月18日写下《几件历史事实的补充材料》，其中提到：1932年1月下旬“我调到军委工作的时候，当时军委负责人是吴福晋。他刚从满洲调回上海的。”“我同吴福晋共同工作前后一年……这个人据说有问题，在苏联被捕了。（后来有一次不知同王明谈什么谈到吴，我曾问过王明，吴福晋究竟如何？他说吴在新疆，吴究竟如何我不知道。）我过去是从没有感到他有什么可疑的，他对我也没有任何反党的表示。”其中的吴福晋即武胡景。该材料上有刘少奇用铅笔写的“毛、康、周阅后交若飞”。
1941年11月6日，中共驻新疆代表陈潭秋致电中共中央报告，盛世才发动“打击中共在新帮助工作的干部黄火青、林基路、林大森、郭春则、郝冰清等人”。1942年4月，陈潭秋在致中共中央秘书长任弼时电中的“关于部分人员回延安”内称，“我已向他（指盛世才）提议向重庆交涉时可提到二十四人。我准备其中在新工作的郭慎先、李仲林、（徐）梦秋夫妇及冯家树（编译委员会工作）、林基路夫妇（喀什县长）……林大生（副官）、李佑夫妇、马锐共十四人。此外……共十人。”在“主要干部名录”内称“林大森西路军盛世才军队副官”。这里的林大森、林大生似是武胡景的化名。
1942年9月17日，陈潭秋、毛泽民、林基路等150多名在新疆的中国共产党人员及家属被盛世才扣留软禁，1943年被捕入狱，其中三人陈潭秋、毛泽民、林基路于1943年9月27日被盛世才杀害。1946年6月，经中共中央营救，在新疆监狱被关押的中共干部、战士、家属共131人获释，7月10日抵达延安，其中并没有武胡景。1942年被扣留的人中，约20多人这次没能回延安，其中除徐梦秋、刘希平、潘柏南等已叛变外，其余或已遭杀害，或已病死狱中。武胡景有可能也是在新疆狱中被盛世才杀害或病死狱中者，但仍需进一步考证。
武胡景被捕后，妻子侯志、胞兄武怀谦、胞弟武怀谔多年找寻他未果，中共也一直不知道其下落。中华人民共和国成立后，侯志继续寻找武胡景。1954年，刘少奇、周恩来先后指示有关部门全力寻找武胡景下落。1956年，在中共八大会议上，经证实，确认武胡景在苏联被错杀。1957年6月15日，经中共中央批准，武胡景被追认为革命烈士。武胡景的家属获颁由毛泽东主席签发的革命烈士证书。

## 纪念
- 2006年3月，新华社发表《天地能知忠烈心——武胡景》，中国中央电视台《新闻联播》栏目播发《永远的丰碑：披肝沥胆、出生入死的共产党员——武胡景》，介绍武胡景生平事迹。武胡景由此为公众所知。[4]
- 2008年，中国人民革命军事博物馆在“中央军事领导机构沿革表”中增加了武胡景任临时中央军事部部长的内容。至此，土地革命战争时期的中央军委（又称军事部）领导人由6人增加为7人，依次是：周恩来、杨殷、关向应、项英、朱德、武胡景、毛泽东。[4]
- 武胡景纪念馆：位于河南省孟州市烈士陵园，是焦作市中共党史教育基地。[4]

## 家庭
- 妻：侯志，原名侯玉兰。[8]
- 子：南昌（1927年-1945年）因生于1927年8月1日南昌起义之日而得名。1928年春，武胡景、侯志回国，南昌被留在莫斯科。1945年死于苏联。[8][4]
- 长女：侯苓（1930年-）生于唐山。出生后就被寄养在一个工人家庭整整六年。[4]
- 次女：武华（1931年-）生于哈尔滨。1933年被托付给武胡景的哥哥武怀谦抚养。[4]